# Content ID
Content ID es un sistema de huella digital desarrollado por Google que se utiliza para identificar y administrar fácilmente contenido con derechos de autor en YouTube. Los videos subidos a YouTube se comparan con los archivos de audio y video registrados con Content ID por los propietarios del contenido, buscando coincidencias. Los propietarios de contenido tienen la opción de bloquear el contenido coincidente o monetizarlo. El sistema comenzó a implementarse alrededor de 2007. Para 2016, su desarrollo había costado $60 millones de dólares y generó alrededor de $ 2mil millones en pagos a los titulares de derechos de autor. Para 2018, Google había invertido al menos $100 millones en el sistema.

## Visión general
Content ID crea un archivo de identificación para material de audio y video protegido por derechos de autor y lo almacena en una base de datos. Cuando se carga un video, se compara con la base de datos y se marca como una violación de derechos de autor si se encuentra una coincidencia. Cuando esto ocurre, el propietario del contenido tiene la opción de bloquear el video para que no se pueda ver, rastrear las estadísticas de visualización del video o agregar anuncios al video «infractor» y los ingresos se envían automáticamente al propietario del contenido.
Solo los usuarios que suben videos que cumplen con criterios específicos pueden usar Content ID. Estos criterios dificultan el uso de Content ID sin la ayuda de un patrocinador importante, lo que hace que, en la práctica, su uso se limite a las grandes corporaciones.

## Antecedentes
Entre 2007 y 2009, compañías como Viacom, Mediaset y la Premier League inglesa presentaron demandas contra YouTube, alegando que ha hecho muy poco para evitar la carga de material con derechos de autor. Viacom, demandó por mil millones de dólares en daños, señalando que había encontrado más de 150 000 videos no autorizados de su material en YouTube que habían sido vistos 1,5 mil millones de veces.
Durante la misma batalla judicial, Viacom ganó un fallo judicial que requería que YouTube entregara 12 terabytes de datos  detallando los hábitos de visualización de cada usuario que había visto videos en el sitio. El 18 de marzo de 2014, la demanda se resolvió después de siete años con un acuerdo no revelado.

## Historia
En junio de 2007, YouTube comenzó a probar un sistema para la detección automática de videos subidos que infringen los derechos de autor. El director ejecutivo de Google, Eric Schmidt, consideró este sistema como necesario para resolver demandas como la de Viacom, que alegaba que YouTube se beneficiaba de contenido que no tenía derecho a distribuir. El sistema se llamó inicialmente «Video Identification» y luego se conoció como Content ID. Para 2010, YouTube «ya había invertido decenas de millones de dólares en esta tecnología». En 2011, YouTube describió Content ID como «muy preciso para encontrar cargas que se parecen a los archivos de referencia que tienen la longitud y la calidad suficientes para generar un archivo de identificación eficaz».
Para 2012, Content ID representaba más de un tercio de las vistas monetizadas en YouTube.
En 2016, Google declaró que Content ID había pagado alrededor de 2 mil millones de dólares a los titulares de derechos de autor (en comparación con alrededor de mil millones en 2014) y su desarrollo había costado $60 millones.
Desde mediados de 2018, Google ha estado probando una nueva herramienta llamada Copyright Match, una versión simplificada de Content ID con opciones más limitadas, que estaría disponible para quienes suban videos con más de 100 000 vistas. Sin embargo, a diferencia de Content ID, que envía avisos de derechos de autor automáticamente, con Copyright Match no se realiza ninguna acción hasta que el creador así lo decide.

### Demanda de marcas comerciales
En 2006, YouTube y la compañía de protección de contenido Audible Magic firmaron un acuerdo para licenciar el uso de la tecnología de huellas digitales «Content ID» de Audible Magic. Cuando Google compró YouTube en noviembre del mismo año, la licencia se transfirió a Google. El acuerdo se rescindió en 2009, pero en 2014 Google obtuvo una marca comercial para su propia implementación de «Content ID». Audible Magic demandó a Google el mismo año sobre la base de que eran propietarios de la marca comercial «Content ID» y, por lo tanto, que la marca comercial que usaba Google para su implementación era un fraude.

## Críticas
Una prueba independiente en 2009 subió varias versiones de la misma canción a YouTube y concluyó que, si bien el sistema era «sorprendentemente flexible» para encontrar infracciones de derechos de autor en las pistas de audio de los videos, no era infalible. El uso de Content ID para eliminar material automáticamente ha generado controversias en algunos casos, ya que un humano no ha verificado el uso legítimo de los videos.
Si un usuario de YouTube no está de acuerdo con una decisión de Content ID, es posible completar un formulario impugnando la decisión. Sin embargo, esta reclamación se envía directamente a la parte propietaria de los supuestos derechos de autor, quien tiene la decisión final en el asunto a menos que se emprenda una acción legal. Si la parte informante niega su reclamo, el canal recibe una amonestación, denominada strike. Si un canal recibe 3 strikes, es retirado de la plataforma. Antes de 2016, los videos no se monetizaban hasta que se resolvía la disputa.
En diciembre de 2013, Google cambió la forma en que funcionaba el sistema (aparentemente para cubrir a YouTube en caso de demandas), lo que llevó a que se enviaran numerosos avisos de derechos de autor de creación de contenido a los creadores de contenido de videojuegos. Esos avisos llevaron a que los ingresos publicitarios se desviaran automáticamente a terceros, que a veces no tenían conexión con los juegos.
Desde abril de 2016, los videos continúan siendo monetizados mientras la disputa está en curso, y el dinero se destina a quien ganó la disputa. Si la persona que subió el video quiere monetizar el video nuevamente, puede eliminar el audio en disputa en el «Administrador de videos». YouTube ha señalado la eficacia de Content ID como una de las razones por las que las reglas del sitio se modificaron en diciembre de 2010 para permitir a algunos usuarios subir videos de duración ilimitada.
La industria de la música ha criticado el Content ID  por su ineficacia, y Universal Music Publishing Group (UMPG) estima en una presentación de 2015 a la Oficina de derechos de autor de EE. UU. «que Content ID no identifica más del 40 por ciento del uso de las composiciones de UMPG en YouTube». Google ha contrarrestado estas afirmaciones al afirmar que (a partir de 2016) Content ID detectó más del 98% de las infracciones de derechos de autor conocidas en YouTube y el 2% de las notificaciones restantes fueron realizadas manualmente por personas.
En enero de 2018, una persona que subió un video que sólo contenía ruido blanco recibió avisos de derechos de autor sobre dicho video; la herramienta de Content ID lo había identificado como una infracción al copyright.
En septiembre de 2018, un profesor universitario alemán subió videos con varias interpretaciones de música clásica cuyos derechos de autor habían expirado, porque ambos compositores habían muerto hace mucho tiempo y las obras se encontraban en dominio público. Después de recibir varias notificaciones por infracción de derechos de autor por parte de YouTube, pudo apelar la mayoría de ellas, pero Deutsche Grammophon se negó a levantar dos de ellas aun cuando se trataban de obras en el dominio público. En otros casos, incluso se enviaron avisos de violaciones de derechos de autor a quienes subieron el video y se grabaron tocando música clásica en dominio público, y Sony Music reclamó los derechos de autor sobre más de 1 100 composiciones de Johann Sebastian Bach a través de Content ID. Este fenómeno también ha sido recurrente en otras plataformas como Facebook.
En diciembre de 2018, TheFatRat se quejó de que el Content ID dio preferencia a un estafador obvio que usó el sistema automatizado para reclamar la propiedad de su contenido y, por lo tanto, robar sus ingresos.
En abril de 2019, WatchMojo, uno de los canales de YouTube más grandes con más de 20 millones de suscriptores y 15 mil millones de visitas con una extensa biblioteca de videos que se basan en el fair use, lanzó un video que se basó en sus 10 años de experiencia en la gestión de reclamos y strikes a través del Content ID para resaltar casos de presunto abuso. En un video de seguimiento, el canal estimó que los titulares de derechos habían reclamado ilegalmente más de 2 mil millones de dólares entre 2014 y 2019.